# TBS平日昼2時枠の連続ドラマ
『TBS平日昼2時枠の連続ドラマ』（ティービーエスへいじつひるにじわくのれんぞくドラマ）は、1964年5月4日から1972年3月24日までTBS系列の平日14:00 - 14:15（JST）に放送された昼ドラの放送枠である。

## 歴史
13時台枠の3本の昼ドラが好評な事から、ドラマ再放送やバラエティなどが多い平日14時に設置した昼ドラ枠で、これでTBSは4本の昼ドラがならぶ事になり、その後13:15枠の『テレビ映画』が30分に拡大し、昼ドラ3体制になった。
1972年春の改編で、TBS平日14時にワイドショー『もしもしスタジオ』を設置するため、8年弱の幕を降ろした。以後TBSは元より、各在京民放の平日14時に昼ドラが設置された事は無い。
中国放送では1970年9月まで『アフタヌーンショー』をNETテレビから2時間遅れのネット受けで放送し、同番組が広島ホームテレビへ移行した10月から『奥さん!2時です』を交互に制作していた毎日放送・東京12チャンネルから同時ネットしていたため、2時間遅れの16:00から放送していた（中国新聞、1971年4月2日・4月5日、テレビ・ラジオ欄。この時は『めだかの歌』を放送）。

## 放送作品一覧

### 1964年
- こんにちは赤ちゃん（1964年5月4日 - 10月30日）
- 悲恋十年（1964年11月2日 - 12月）：枠交換で平日13:30へ移動。

### 1965年
- 泣きぬれる夕陽に（1965年1月 - 2月）：朝日放送制作。枠交換で平日13:30より移動。
- 結婚・結婚・結婚（1965年3月1日 - 7月16日）
- 海は満つることなし（1965年7月19日 - 1966年1月14日）

### 1966年
- 悲恋・波浮の港（1966年1月17日 - 4月22日）
- 城ヶ島の雨（1966年4月25日 - 10月21日）
- 赤い殺意（1966年10月24日 - 1967年3月31日）

### 1967年
- 湖の琴（1967年4月3日 - 6月30日）
- すりかえ（1967年7月3日 - 9月29日）
- 妻にこの日を（1967年10月2日 - 1968年2月2日）

### 1968年
- 流氷の女（1968年2月5日 - 5月31日）
- 私は泣かない（1968年6月3日 - 8月30日）
- 妻なればこそ（1968年9月2日 - 9月27日）
- 妻のかがり火（1968年9月30日 - 12月31日）

### 1969年
- 炎の女（1969年1月6日 - 4月4日）
- おてんば一代（1969年4月7日 - 7月18日）
- 新・流氷の女（1969年7月21日 - 1970年3月27日）

### 1970年
- あなたはいない（1970年3月30日 - 6月26日）
- 再婚（1970年6月29日 - 9月25日）
- 髪結い八重ちゃん（1970年9月28日 - 12月31日）

### 1971年
- めだかの歌（1971年1月4日 - 4月2日）
- 輪島恋歌（1971年4月5日 - 7月30日）
- 女の時がほしいの（1971年8月2日 - 11月26日）
- ある愛の波紋（1971年11月29日 - 1972年3月24日）

## 提供
初期は武田薬品の全曜日一社提供だったが、末期はライオン歯磨・ライオン油脂（現在：ライオン）の全曜日単独提供になった。廃枠後、両社は『モーニングジャンボ奥さま8時半です』の前半部スポンサーに移動。現在も同枠前半部の一社提供を務めている。